# Cmentarz wojenny ofiar hitleryzmu 1939 –1945 w Jagielle-Niechciałkach

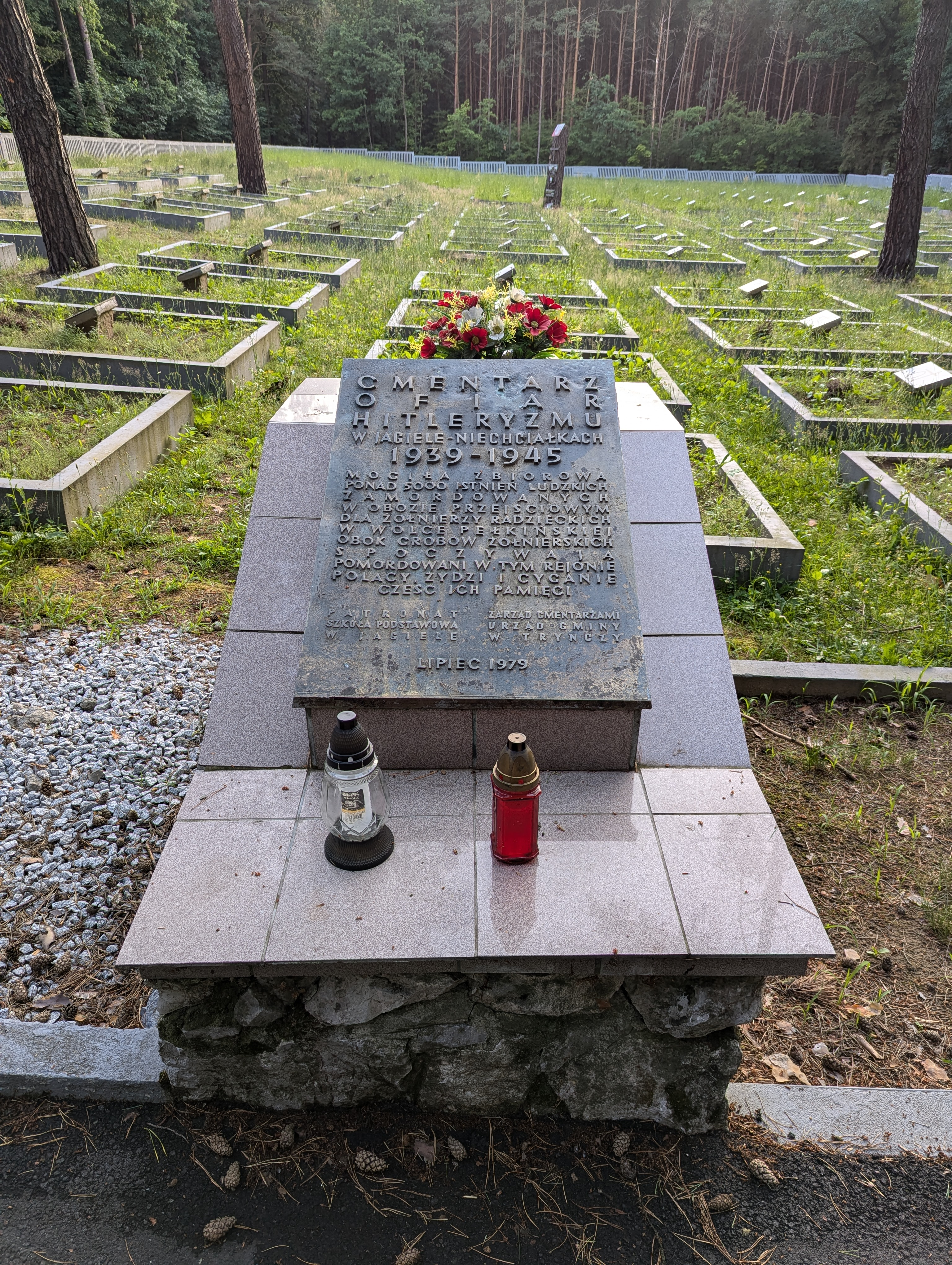
Tablica informacyjna (1979)

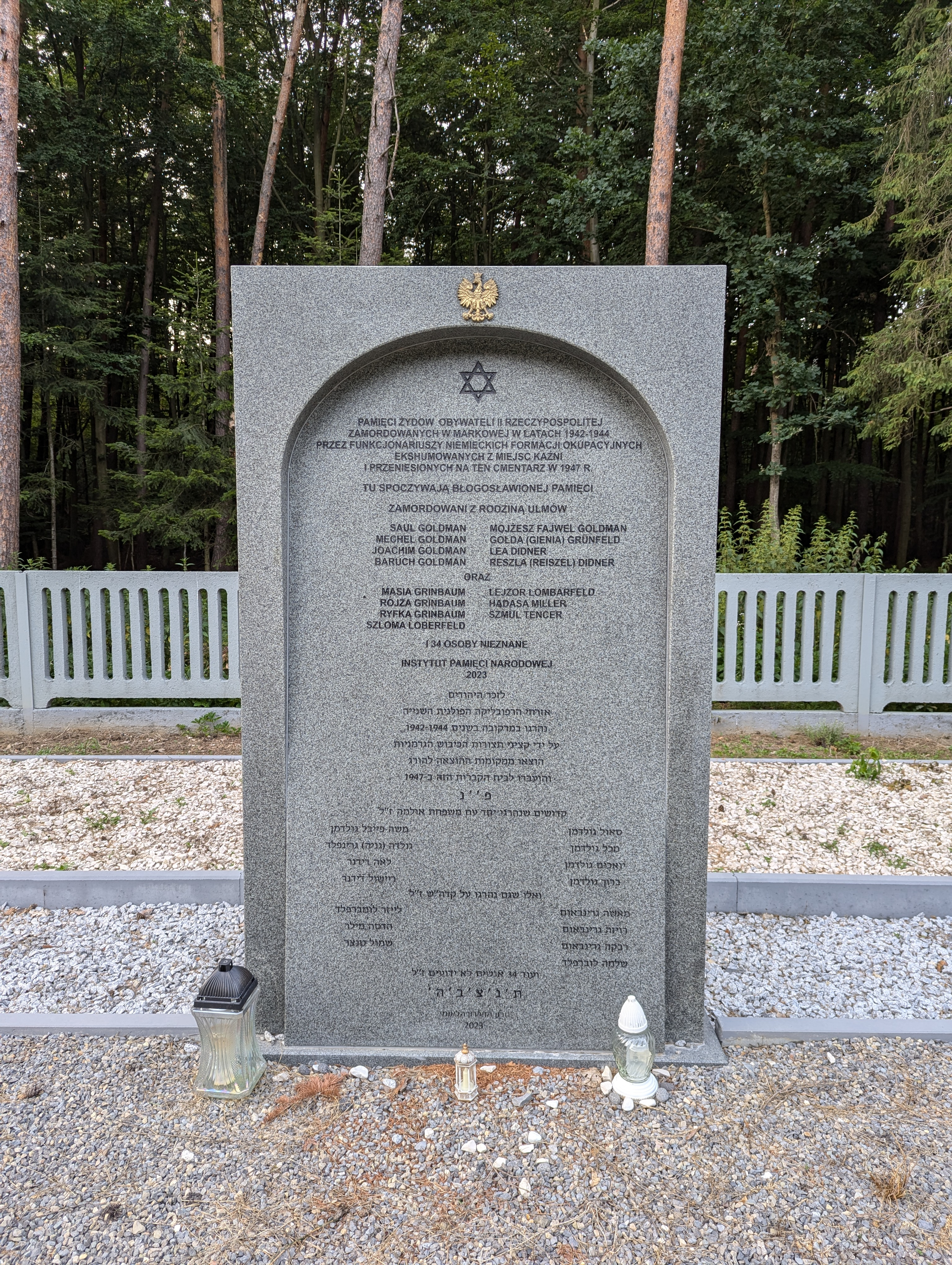
Obelisk pamięci Żydów z Markowej

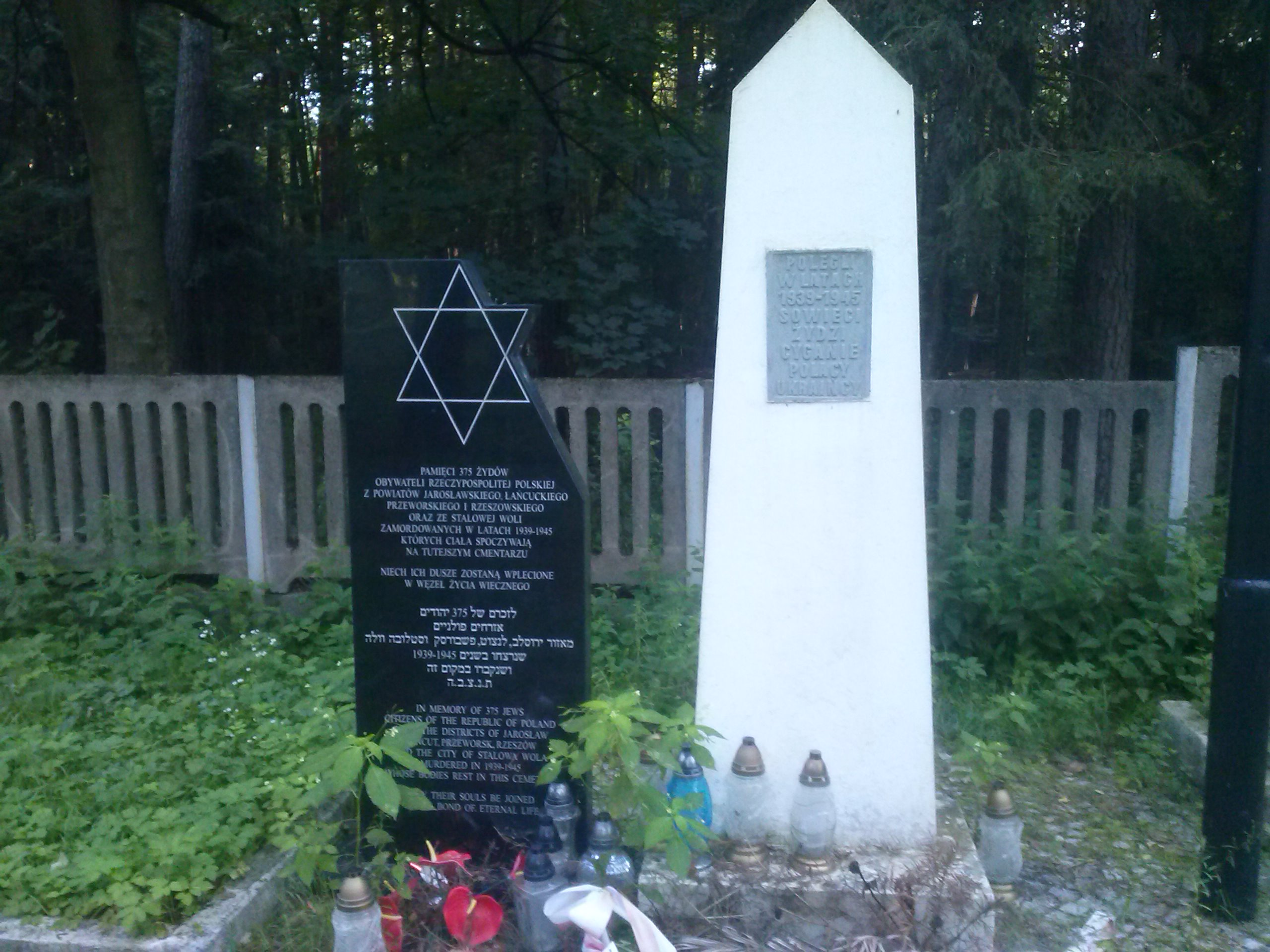
Obelisk pamięci 375 Żydów

Cmentarz wojenny ofiar hitleryzmu 1939–1945 w Jagielle-Niechciałkach – cmentarz ofiar hitleryzmu z okresu II wojny światowej, znajduje się w Jagielle-Niechciałkach w (gminie Tryńcza), usytuowany jest poza miejscowością, w lesie, w pobliżu DK 77 (po między Gorzycami i Wólką Pełkińską).
Cmentarz założony jest na podstawie prostokątu, otoczony ogrodzeniem z betonowych elementów. Na cmentarzu znajduje się 279 grobów zbiorowych i 10 indywidualnych, w których spoczywa 5 672 ofiar hitleryzmu (w tym 131 zidentyfikowanych). Groby mają formę betonowych obramowań.

## Pochowani
- 4 985 niezidentyfikowanych jeńców radzieckich, których zamordowano w obozie przejściowym w Wólce Pełkińskiej
- 471 (w tym 72 znanych z nazwiska) Polaków, Żydów, Cyganów i Ukraińców zamordowanych podczas okupacji
- 25 żołnierzy niemieckich oraz 1 cywil poległych podczas wojny
- 15 nieznanych żołnierzy Wojska Polskiego
- 176 (w tym 33 zidentyfikowanych) żołnierzy Armii Radzieckiej poległych podczas walk w 1944 roku i ekshumowanych na cmentarz z sąsiednich miejscowości[2]

Na cmentarzu jest ustawionych kilka symbolicznych macew, na grobach, w których pochowano 375 Żydów ekshumowanych w latach 1947–1948, okolic Przeworska i z Kańczugi.
Na tym cmentarzu spoczywają Żydzi zamordowani w Markowej, ukrywający się u rodziny Ulmów.

## Historia
W 1941 roku Niemcy po napadzie na ZSRR, pod Wólką Pełkińską utworzyli przejściowy obóz dla jeńców radzieckich, których w latach 1941–1943 rozstrzeliwali w pobliskim lesie w Niechciałkach. W 1942 roku rozstrzelano Żydów z Jarosławia i obozu w Pełkiniach. 
W 1947 roku na tym cmentarzu pochowano ekshumowanych Żydów z okolic Przeworska i z Kańczugi oraz Żydów zamordowanych w Markowej.
W 1979 roku ufundowano tablicę pamiątkową osadzoną na betonowym postumencie o treści:
```
                
CMENTARZ OFIAR HITLERYZMU W JAGIELLE – NIECHCIAŁKACH 1939 – 1945.
                              
                       
MOGIŁA ZBIOROWA PONAD 5OOO ISTNIEŃ LUDZKICH

                           
ZAMORDOWANYCH W OBOZIE PRZEJŚCIOWYM

                       
DLA ŻOŁNIERZY RADZIECKICH W WÓLCE PEŁKIŃSKIEJ.

                               
OBOK GROBÓW ŻOŁNIERSKICH

                 
SPOCZYWAJĄ POMORDOWANI W TYM REJONIE POLACY, ŻYDZI I CYGANIE.

                                  
CZEŚĆ ICH PAMIĘCI.

                           
PATRONAT SZKOŁA PODSTAWOWA W JAGIELLE

                         
ZARZĄD CMENTARZAMI URZĄD GMINY W TRYŃCZY

                                     
LIPIEC 1979.
```

W 2016 roku podczas remontu cmentarza, na zbiorowych grobach Żydów zamordowanych w Gniewczynie Łańcuckiej i Kańczudze ustawiono obeliski pamięci z nazwiskami, które odsłonięto 20 listopada 2016 roku.
W latach 2020, 2021 i 2022 roku gmina Tryńcza otrzymała dofinansowanie na I, II i III etap remontu cmentarza. W latach 2020–2023 przeprowadzono generalny remont cmentarza.
10 września 2023 roku podczas wizyty Prezydenta PR odsłonięto Pomnik Pamięci Żydów Obywateli  II Rzeczypospolitej. 

## Wizyta Prezydenta
10 września 2023 roku na cmentarzu wojennym ofiar hitleryzmu w Jagielle-Niechciałkach, prezydent RP Andrzej Duda wraz z małżonką złożył wieniec przed pomnikiem Żydów zamordowanych w Markowej. Modlili się także: prefekt watykańskiej Dykasterii Spraw Kanonizacyjnych kard. Marcello Semeraro, metropolita łódzki kard. Grzegorz Ryś oraz naczelny Rabin Polski Michael Schudrich. W uroczystości uczestniczyli m.in. ministrowie z Kancelarii Prezydenta, przedstawiciele IPN, władz regionalnych i lokalnych, mieszkańcy okolicznych miejscowości.

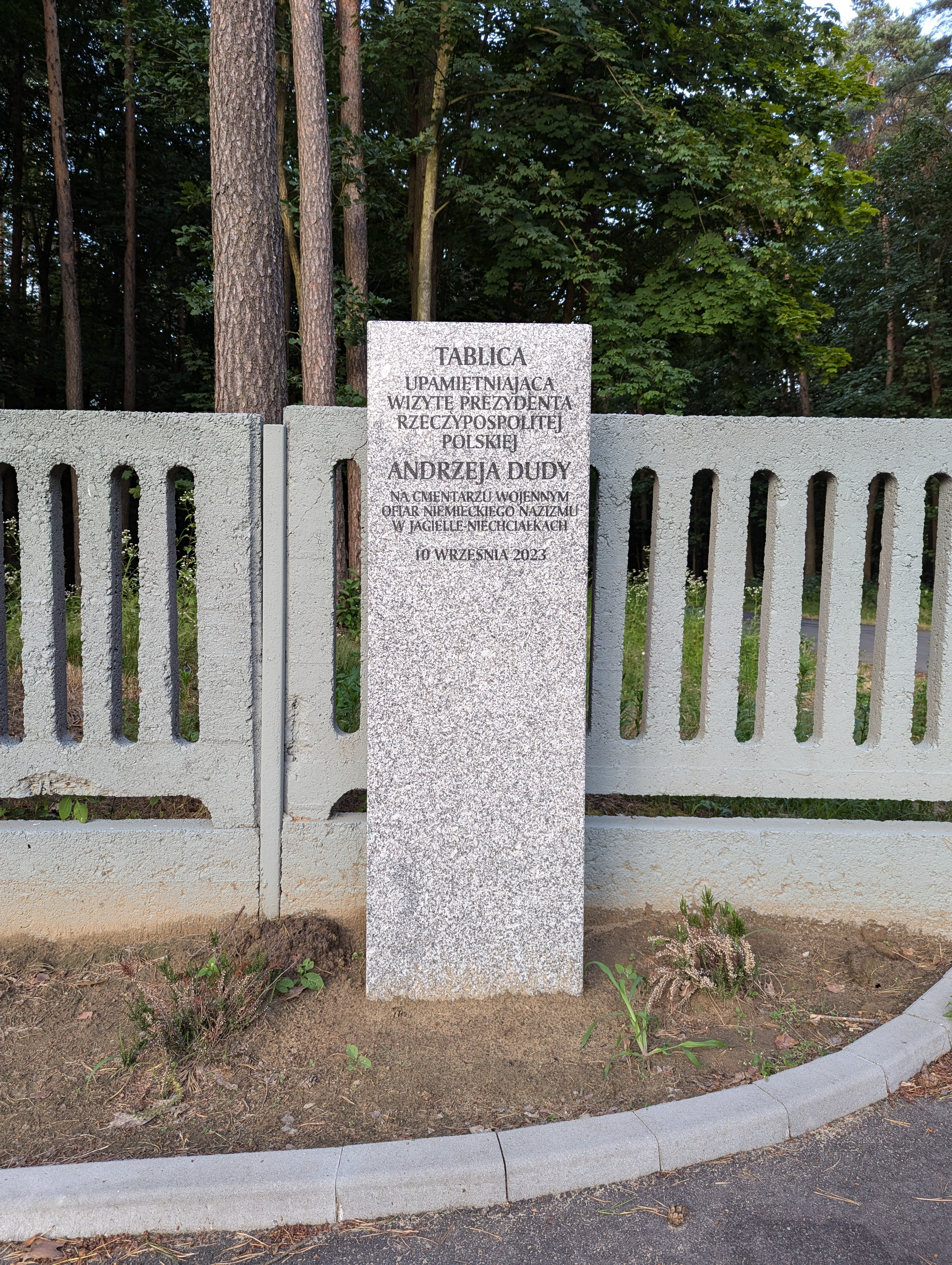
Tablica pamięci wizyty Prezydenta RP Andrzeja Dudy (2023)